# Livermore Falls (Maine)
Livermore Falls est une ville américaine située dans le Comté d'Androscoggin, dans le Maine. Selon le recensement de 2020, sa population est de 3 060 habitants.

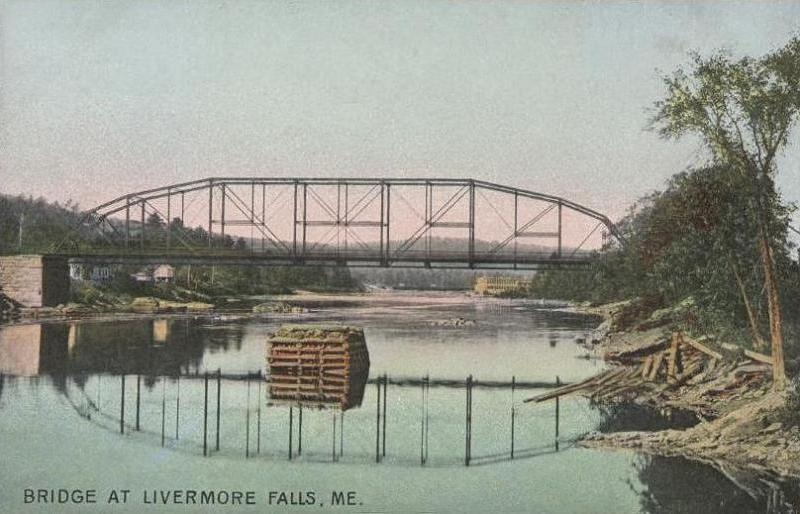
Troisième pont en 1909